# (8862) Takayukiota
(8862) Takayukiota – planetoida z pasa głównego asteroid okrążająca Słońce w ciągu 4 lat i 33 dni w średniej odległości 2,56 au. Została odkryta 18 października 1991 roku w obserwatorium w Kiyosato przez Satoru Ōtomo. Nazwa planetoidy pochodzi od Takayuki Ota (ur. 1952), japońskiego astronoma amatora. Przed nadaniem nazwy planetoida nosiła oznaczenie tymczasowe (8862) 1991 UZ.